# Leptosticta flaviceps
Leptosticta flaviceps är en insektsart som beskrevs av Hermann Burmeister. Leptosticta flaviceps ingår i släktet Leptosticta och familjen hornstritar. Inga underarter finns listade i Catalogue of Life.